# Bunkamuraドゥマゴ文学賞
Bunkamuraドゥマゴ文学賞（ぶんかむらドゥマゴぶんがくしょう）は、東急グループの文化事業を担うBunkamura（株式会社東急文化村が運営）が主催する、日本の文学賞である。ユニークな選考方法や、幅広いジャンルからの受賞作品が多いことで知られる。

## 概要
パリのドゥ・マゴ賞（1933年創設）の持つ、先進性と独創性を受け継ぎ、既成の概念にとらわれることなく、常に新しい才能を認め、発掘を目的に1990年に創設された。

## 対象作品・選考方法
毎年｢ひとりの選考委員｣（任期は1年間）が、前年7月1日から当年7月31日までに発表された小説・評論・戯曲・詩を審査し、9月初旬に発表している。

## 賞
授賞式は10月にBunkamuraで行われる。
- 正賞 - 賞状とスイス・ゼニス社製時計
- 副賞 - 100万円
  - 受賞者が希望する場合はパリ・ドゥ マゴ文学賞授賞式への招待も加わる。

## 受賞作一覧
凡例 - 回次（年）選考者：受賞者『受賞作品』

### 第1回から第10回
- 第1回（1991年）蓮實重彦 : 山田宏一『トリュフォー：ある映画的人生』平凡社。
- 第2回（1992年）吉本隆明 : 三田英彬『芸術とは無慚なもの：評伝・鶴岡政男』山手書房新社。
- 第3回（1993年）辻邦生 : 久世光彦『蝶とヒットラー』日本文芸社。
- 第4回（1994年）中沢新一 : 内田春菊『ファザーファッカー』文藝春秋、『私たちは繁殖している』ぶんか社[注釈 1]。
- 第5回（1995年）城山三郎 : 佐江衆一『黄落』新潮社。
- 第6回（1996年）中村真一郎 : 飯島耕一『暗殺百美人』学習研究社。
- 第7回（1997年）筒井康隆 : 町田康『くっすん大黒』文藝春秋。
- 第8回（1998年）椎名誠 : 矢作俊彦『あ・じゃ・ぱん』（上・下）新潮社。
- 第9回（1999年）久世光彦 : 川上弘美『神様』中央公論社。
- 第10回（2000年）安野光雅 : 吉本ばなな『不倫と南米』幻冬舎。

### 第11回から第20回
- 第11回（2001年）小林信彦 : 堀川弘通『評伝黒澤明』毎日新聞社。
- 第12回（2002年）荒川洋治 : 多和田葉子『球形時間』新潮社。
- 第13回（2003年）池澤夏樹 : 米原万里『オリガ・モリソヴナの反語法』集英社。
- 第14回（2004年）浅田彰 : 田口賢司「メロウ1983」『新潮』2004年8月号掲載[2]。→ 同年10月に書籍化（『メロウ』新潮社）。
- 第15回（2005年）富岡多惠子 : 大道珠貴『傷口にはウオッカ』講談社。
- 第16回（2006年）山田詠美 : 平松洋子『買えない味』筑摩書房。
- 第17回（2007年）荒川洋治 [注釈 2]: 赤坂憲雄『岡本太郎の見た日本』岩波書店。
- 第18回（2008年）高橋源一郎 : 中原昌也『中原昌也作業日誌2004→2007』boid。
- 第19回（2009年）島田雅彦 : 平野啓一郎『ドーン』講談社。
- 第20回（2010年）堀江敏幸 : 朝吹真理子『流跡』新潮社。

### 第21回から第30回
- 第21回（2011年）辻原登  : 磯崎憲一郎『赤の他人の瓜二つ』講談社。
- 第22回（2012年）髙樹のぶ子  : 金原ひとみ『マザーズ』新潮社。
- 第23回（2013年）松本健一  : 恩田侑布子『余白の祭』深夜叢書社。
- 第24回（2014年）伊藤比呂美  : 山浦玄嗣『ナツェラットの男』ぷねうま舎。
- 第25回（2015年）藤原新也  : 武田砂鉄『紋切型社会：言葉で固まる現代を解きほぐす』朝日出版社。
- 第26回（2016年）亀山郁夫  : 中村文則『私の消滅』文藝春秋。
- 第27回（2017年）川本三郎  : 松浦寿輝『名誉と恍惚』新潮社[3]。
- 第28回（2018年）大竹昭子 ：九螺ささら『神様の住所』朝日出版社[4]。
- 第29回（2019年）鹿島茂 ：小田光雄『古本屋散策』論創社[5]。
- 第30回（2020年）野矢茂樹：石川宗生『ホテル・アルカディア』集英社。

### 第31回から第40回
- 第31回（2021年）江國香織 ：堀川理万子『海のアトリエ』偕成社[6]。
- 第32回（2022年）ロバート・キャンベル：木村紅美『あなたに安全な人』河出書房新社。
- 第33回（2023年）俵万智：山崎ナオコーラ『ミライの源氏物語』淡交社[7]。
- 第34回（2024年）桐野夏生：高野秀行『イラク水滸伝』文藝春秋[8]。